# Nứa lá to
Nứa lá to, tên khoa học Schizostachyum funghomii, là một loài thực vật có hoa trong họ Hòa thảo. Loài này được McClure miêu tả khoa học đầu tiên năm 1935.